# Логовенко Іван Іванович
Іва́н Іва́нович Логове́нко (близько 1842, Станишів, Херсонської губернії — 11 (23) серпня 1879, Миколаїв) — український революціонер-народоволець у Російській імперії. Повішений за підготовку замаху на імператора Олександра II. Розпорядженням губернатора та історика Миколи Аркаса анонімно похований. 

## Життєпис
Народився близько 1842 року в Станишеві Херсонської губернії. Служив боцманматом 2-го Чорноморського флотського екіпажу.
У червні 1876 року перебував під слідством за звинуваченням у самовільному відлученні, в невиконанні наказів командира і в підбурюванні команди. Виправданий судом за недоведеністю провини. У квітні 1877 року знову заарештований за участь у вбивстві та пограбуванні утримувача харчевні Головкова і знову виправданий за відсутністю доказів. Тоді ж, перебуваючи під вартою на гауптвахті, познайомився там з революціонером-народником Соломоном Віттенбергом, який організував революційний гурток у Миколаєві. Логовенко став членом цього гуртка. У серпні 1878 року дезертував зі служби.
Разом з Віттенбергом брав участь у підготовці замаху на російського імператора Олександра II в Миколаєві. Взяв на себе технічне обладнання цієї справи. Через матросів з морського мінного парку дістав все, що знадобиться для приготування міни. Заарештовано 28 серпня (16 серпня за старим стилем) 1878 року в Миколаєві, на квартирі Віттенберга, з паспортом, на ім'я Василя Петрова. При обшуку у них були знайдені гальванічні батареї, за допомогою яких міна повинна була бути приведена в дію, і які Логовенко викрав у мінному парку під час служби на флоті, і велика кількість нелегальної літератури.
Влітку 1879 переведений в ув'язнення до Одеси. На «процесі 28-ми» над революціонерами-народниками, який проходив 6—17 серпня (25 липня—5 серпня за старим стилем) 1879, визнаний винним у приналежності до соціально-революційної партії, яка мала на меті пропаганду серед матросів і підготовку замаху на Олександра II та засуджений до страти. 22 (10 за старим стилем) серпня з одеського каземату відправлений до Миколаєва, наступного дня за міською стіною між Поповою та Широкою Балками на очах земляків його разом з Соломоном Віттенбергом було повішено. Військовий губернатор Миколаєва Микола Андрійович Аркас дав розпорядження поховати злочинців так, щоб ніхто не міг впізнати їх могили.

## Пам'ять
Зберіглася будівля на вул. Інженерній, 10, де готувався замах. До 2024 року ім'я Логовенка в Миколаєві носила колишня вулиця 8-а Слобідська (тепер - вул. Олександра Клепікова).